# Жуља (Невесиње)
Жуља је насељено мјесто у општини Невесиње, Република Српска, Босна и Херцеговина.

## Становништво
|         | 2013.      | 1991.         | 1981.         | 1971.         |
| Укупно  | 0 (0,000%) | 293 (100,0%)  | 323 (100,0%)  | 306 (100,0%)  |
| Бошњаци | –          | 291 (99,32%)1 | 322 (99,69%)1 | 306 (100,0%)1 |
| Остали  | –          | 2 (0,683%)    | –             | –             |
| Срби    | –          | –             | 1 (0,310%)    | –             |

1. 1 На пописима од 1971. до 1991. Бошњаци су пописивани углавном као Муслимани.